# Hrastova mrežasta stjenica
Hrastova mrežasta stjenica (lat. Corythucha arcuata) vrsta je iz roda Tingidae koja je štetnik hrastova. Porijeklom je iz Novog svijeta, a u Europi je prvi put uočena 2000. godine, a javlja se i u Hrvatskoj od 2013. godine. Za ljude nije opasna, osim što neugodno može peckati kožu.

## Izgled
Naraste do duljine od oko 3 mm i ima lisnato prošireni rub skuteluma (pronotuma) i krila s čipkastim uzorkom pa odozgo ima gotovo pravokutni oblik. Osnovna boja je kremasto bijela, s tamnosmeđim mrljama na prednjem dijelu krila. Podsjeća na plataninu mrežastu stjenicu, ali s manje smeđih mrlja. Nimfe su više ovalne, s trnovitim izraštajima na rubu tijela i tamne su boje.
Ženke polažu crna jaja u obliku bačve u raštrkanim skupinama od desetaka na donjoj strani lišća. Nakon dva do tri tjedna, nimfe se izlegu i zatim prolaze kroz pet stadija prije transformacije u odraslu jedinku. Prvih nekoliko tjedana nakon izlijeganja skupljaju se zajedno. U izvornom području rasprostranjenja godišnje se razviju dva roda, ali u sjevernoj Italiji, zbog viših temperatura, tri roda, zbog čega se u povoljnim uvjetima može brzo razmnožavati. Odrasle jedinke hiberniraju skrivene u pukotinama ispod kore drveća i ponovno su aktivne od prve polovice svibnja, kada ženke polažu jaja i do kraja svibnja ugibaju. Prve odrasle jedinke sljedeće generacije tada se pojavljuju sredinom lipnja. Kasnije tijekom sezone, nimfe i odrasle jedinke izlaze zajedno.
Zaraženost stabla hrastovom žigosanom prepoznaje se i po brojnom crnom izmetu.

## Status štetnika
Desetljeće nakon unošenja u Europu, hrastova mrežasta stjenica počela se brzo širiti i postala je veliki invazivni štetnik u više od 20 zemalja EU-a, gdje čini velike infestacije na nekoliko vrsta hrastova (hrast lužnjak, hrast kitnjak i dr.) i često čini značajne štete, poput negativnih dugoročnih posljedica na zdravlje i preživljavanje hrasta te smanjenje uroda žira.
Od 2023. izgledi za kontrolu ovog invazivnog štetočina smatrani su lošima, s projekcijama da je kontinuirano širenje Europom neizbježno ukoliko se ne postigne kontrola. Iako postoji barem jedan potencijalni agens biološke kontrole koji je poznat iz svog prirodnog područja u Sjedinjenim Državama (parazitoid jaja mimaridne ose), u Europi nema poznatih predatora ili parazita.

## Galerija
- Hrastova mrežasta stjenica u Francuskoj 2021.
- Hrastova mrežasta stjenica, nimfa i njihov crni izmet.
- Hrastova mrežasta stjenica na koži.
- Nimfe hrastove mrežaste stjenice i njihov izmet.